# Alvin Colt
Alvin Colt (Louisville, 5 luglio 1916 – New York, 4 maggio 2008) è stato un costumista statunitense.

## Biografia
Nel corso della sua lunga carriera curò le scenografie di oltre cinquanta allestimenti di opere di prosa e musical a Broadway, tra cui Guys and Dolls, Sei personaggi in cerca d'autore, Il crogiuolo e Jerome Robbins' Broadway. Per la sua attività a Broadway fu candidato a sei Tony Award, vincendo il Tony Award ai migliori costumi nel 1956 per Pipe Dream. Per il suo lavoro sul piccolo schermo ottenne quattro nomination al Primetime Emmy Award.

## Filmografia

### Cinema
- Il villaggio più pazzo del mondo (Li'l Abner), regia di Melvin Frank (1959)

### Televisione
- The Adams Chronicles – serie TV, 6 episodi (1976)
- Great Performances – serie TVM 1 episodio (1977)